# جيسيكا براون فيندلي
جيسيكا روز براون فيندلي (بالإنجليزية: Jessica Brown Findlay)‏ (ولدت في 13 سبتمبر 1989) ممثلة إنجليزية شاركت في 15 من عمرها في دار الأوبرا الملكية، تحولت إلى التمثيل بعد انتهاء عملية جراحية في الكاحل
شاركت في عدة أعمال منها فيلم تهليل، فيلم قصة الشتاء دور بيفرلي بنسلفانيا 2014، فيلم نادي الشغب 2014، مسلسل متاهة، فيلم الباتروس 2011.

## نشأتها
نشأت جيسيكا براون فيندلاي في كوكهام، بيركشاير. تدربت مع فرقة الباليه الوطنية، في 15 عامًا تمت دعوتها للرقص مع فرقة كيروف في دار الأوبرا الملكية، التحقت بمدرسة فورز بلات الثانوية في ميدنهيد. في نهاية الثانوية العامة، تم قبولها في عدد من مدارس الباليه، لكنها اختارت الالتحاق بمدرسة الفنون التعليمية لدورات المستوى الأول. ضلت هناك لمدة عامين. وفي العام الثاني خضعت لثلاث عمليات جراحية في كاحليها وتسبب خاطئ طبي في منعها من الاستمرار في الرقص. بعد التشجيع من معلمة الفنون، أنهت تعليمها في مدرسة الفنون التعليمية، ثم انتقلت إلى دورة الفنون الجميلة في كلية سنترال سانت مارتن للفنون والتصميم.

## روابط خارجية
- جيسيكا براون فيندلي على موقع IMDb (الإنجليزية)
- جيسيكا براون فيندلي على موقع ميتاكريتيك (الإنجليزية)
- جيسيكا براون فيندلي على موقع روتن توميتوز (الإنجليزية)
- جيسيكا براون فيندلي على موقع قاعدة بيانات الأفلام العربية
- جيسيكا براون فيندلي على موقع ألو سيني (الفرنسية)
- جيسيكا براون فيندلي على موقع تيرنر كلاسيك موفيز (الإنجليزية)
- جيسيكا براون فيندلي على موقع أول موفي (الإنجليزية)
- جيسيكا براون فيندلي على موقع بوكس أوفيس موجو (الإنجليزية)
- جيسيكا براون فيندلي على موقع قاعدة بيانات الأفلام السويدية (السويدية)
- جيسيكا براون فيندلي على موقع قاعدة بيانات الفيلم (الإنجليزية)